# طوفان (بالگرد)
بالگرد طوفان بالگرد تهاجمی ساخت نیروهای مسلح جمهوری اسلامی ایران است. اولین مهندسی از بالگرد کبرا با نام پنها ۲۰۹۱ در سال ۱۳۷۷ (۱۹۹۸ میلادی) معرفی شد. نخستین رونمایی از کبرا  جدید در اردیبهشت ۱۳۸۹ (۲۰۱۰) و به فاصله سه سال بعد، در زمستان ۱۳۹۱ (۲۰۱۳) با نام «طوفان» رونمایی شد که به عنوان "یک گام جدید در بحث ارتقاء ناوگان موجود بالگردی در ایران" معرفی شد. بالگردهای طوفان مهندسی معکوس ارتقایافته بال‌گردهای ای‌اچ-۱ سوپرکبرا هستند پیش از این نیز از بالگردهای دیگری از کلاس کبرا با نام‌های «پنها ۲۰۹۱» یا «شباویز ۲۰۹۱» در ایران تولید و رونمایی شده بود اما بالگرد طوفان  از این جهت حائز اهمیت است که در تولید آن نه تنها در ساخت بدنه تغییرات جدی به وجود آمده بلکه در ساخت قطعات الکترونیکی و حتی موتور این بالگرد تغییرات و ارتقائات سنگینی به وجود آمده‌است مشخص‌ترین ارتقاء صورت گرفته در این بالگرد نصب سامانه "سامانه پایدار شده ژیروسکوپی" در بخش دماغه جلویی این بالگرد است هنوز معلوم نیست که آیا طوفان قرار است جایگزین برنامه «پنها ۲۰۹۱» یا «شباویز ۲۰۹۱» باشد یا ادامه همین برنامه است.
سردار احمد وحیدی در مراسم بهره‌برداری و تحویل‌دهی دو فروند از بالگرد طوفان رزمی طی سخنانی اظهار داشت: «بالگرد طوفان که با همت و تلاش متخصصان سازمان صنایع هوایی وزارت دفاع طراحی و تولید شده، نسل جدیدی از بالگردهای رزمی است که از فناوریهای پیشرفته و روزآمد برخوردار است. در بالگرد طوفان مجموعه‌ای ارزشمند از فناوری‌های بومی صنایع وابسته به وزارت دفاع، در حوزه‌های الکترونیک، اپتیک، لیزر و سلاح به کار گرفته‌شده که از آن جمله می‌توان به قدرت تهاجمی آن بواسطه قابلیت هدف‌گیری بسیار دقیق اشاره کرد.»
ایران حدود چهار دهه است که بالگردهای کبرا را در اختیار دارد. دولت شاهنشاهی ایران در سال ۱۹۷۲ قراردادی به ارزش ۷۰۸ میلیون دلار را برای تولید ۲۸۷ فروند از مدل ارتقایافته بالگرد چندمنظوره بل ۲۱۴ و ۲۰۲ فروند مدل ارتقایافته بالگرد جنگنده سوپرکبرا با شرکت بل هلیکاپتر به امضا رساند. بالگردهای کبرای ایران در جنگ ایران و عراق شرکت مؤثری داشتند. پس از جنگ دولت ایران به دلیل عدم دسترسی به قطعات یدکی برنامه تولید بومی با شیوه مهندسی معکوس و ارتقا این بالگردها را در دستور کار قرار داد.

## تغییرات
تغییرات اساسی که در بالگرد طوفان ۲ اعمال شده شامل:

### ژیروسکوپ
بر اساس گمانه‌های موجود سامانه مورد نظر مدل "عقاب ۱" ساخت شرکت صاایران است. این سامانه در دو محور به صورت ژیروسکوپی پایدار شده و پایداری تصویری بهتر از ۰٫۵ میلی رادیان دارد و برای بالگرد در مأموریت نظارت بر مرز و میدان نبرد، شناسایی و جستجو و نجات به کار می‌آید. این سامانه یک دوربین پرقدرت با لنزی با قابلیت زوم نزدیک به ۳۰ برابر را با یک دوربین جلونگر فروسرخ و یک مسافت‌یاب لیزری بکار می‌گیرد تا سامانه‌ای با کارکرد دوگانه روزانه و شبانه به وجود آید.
ویژگی‌های اصلی این سامانه نظارت روزانه و شبانه با کارایی بالا، حرکت ۳۶۰ درجه در افق، جرم کم ۱۵ تا ۴۰ کیلوگرم (بسته به امکانات اضافی انتخابی)، ارتباط داده‌ای با سامانه کنترل آتش، توانایی بهسازی تصویر، قابلیت تطبیق دادن تصاویر و توانایی ردیابی اهداف است. البته توان چرخش ۳۶۰ درجه در پهپادها به دلیل زاویه بازتر زیر بدنه آن‌ها قابل بهره‌گیری است که در بالگرد طوفان به دلیل موقعیت نصب در دماغه نهایتاً به حدود ۲۲۰ تا ۲۴۰ درجه محدود شده‌است.

### نصب نمایشگر چند-منظوره (ام.اف. دی) در کابین طوفان ۲
در بالگرد طوفان ۲ با استفاده از دو نمایشگر جدید فشار کاری خلبان شدیداً کاهش یافته و کاربر می‌تواند با یک نگاه سریع و در کمترین زمان ممکن اطلاعات مورد نظر را در اختیار داشته باشد. در بالگرد طوفان-۲ با استفاده از دو نمایشگر جدید به جای تعدادی از نمایشگرهای عقربه‌ای قبلی که به صورت پیش فرض، تنها داده‌های ضروری پرواز را نشان می‌دهند بار کاری خلبان شدیداً کاهش یافته و کاربر می‌تواند با یک نگاه سریع و در کمترین زمان ممکن اطلاعات مورد نظر را از کابین خلوت شده خود در اختیار داشته باشد و در صورت لزوم با استفاده از کلیدهای اطراف نمایشگر، اطلاعات سامانه‌های دیگر از جمله تصاویر دریافتی از دوربین‌های دماغه را از رایانه کنترل پرواز درخواست و مشاهد کند.
با استفاده از این نمایشگرها در کابین بالگرد حجم ادوات موجود کمتر شده خصوصاً در کابین جلو خبری از ازدحام وسائل جانبی مربوط به سامانه‌های هدایت موشک یا توپ نیست که علاوه بر کاهش وزن تجهیزات تحمل فضای تنگ کابین را برای خلبان راحت‌تر می‌سازد.
مزیت دیگر این نمایشگرها، قابلیت اطمینان بسیار بالاتر آن‌ها نسبت به نسل قدیمی است. کمیت "زمان متوسط بین خرابی" یا "MTBF:mean time between Failures" برای MFDها ده‌ها برابر کمتر از نمونه‌های آنالوگ است بنابراین اولاً تعداد و زمان بررسی‌های لازم قبل از هر پرواز کاهش یافته و بالگرد در مدت کوتاهی برای پرواز آماده می‌شود، احتمال بروز خرابی سامانه در حین پرواز بسیار کاهش یافته و زمان مورد نیاز برای تعمیرات آن نیز کمتر می‌شود زیرا تعویض یک MFD با نمونه سالم بسیار کمتر از تعویض چندین نمایشگر عقربه‌ای زمان می‌خواهد.
به علاوه هرکدام از این نمایشگرها پس از نصب باید جداگانه آزمایش شوند که این هم فرایندی زمانبر است. البته در تصاویر کابین جلو، باقی ماندن برخی از ادوات عقربه‌ای مشهود است و احتمالاً در کابین عقب هم باید همین‌طور باشد؛ بنابراین طوفان-۲ هنوز صاحب کابین اصطلاحاً «تمام شیشه ای» نشده‌است.

### سامانهسیستم هاد
گام دیگر در این بالگرد نصب سامانه جدید نمایشگر سربالا است. در بالگردهای کبرای معمولی نمونه ساده‌ای از این سامانه برای خلبان کابین عقب وجود داشت که کارایی نمونه جدید بسیار بالاتر است. این سامانه اطلاعات مورد نظر خلبان را بر روی یک صفحه شفاف در مقابل وی نمایش داده و به او کمک می‌کند تا بدون نیاز به تغییر در زاویه دید نسبت به مسیر پروازی به اطلاعات سامانه‌های مهم دست پیدا کند. این نمایشگر سربالا در موقعیت‌های راهکنشی (تاکتیکی) مختلف مثلاً در پروازهای سریع در ارتفاع پائین کمک بسیاری به خلبان می‌نماید.
تغییر بعدی در طوفان-۲ وجود جایگاهی برای نصب سامانه‌های کمکی روی کلاه پرواز خلبانان آن است. این سامانه‌ها می‌تواند یکی از موارد دوربین دید در شب، سایت هدف‌گیری چشمی برای تسلیحات یا نمایشگر چشمی روی کلاه پرواز خلبان باشد. سایت هدف‌گیری به او این اجازه را می‌دهد که تنها با چرخاندن سر و مشاهده اهداف، عمل شلیک به سمت هدف یا قفل سلاح روی آن و درگیری (با توجه به نوع سلاح) را به انجام برساند. البته از این روش برای شلیک توپ که قابلیت گردش به سمت هدف را دارد یا موشک‌های هدایت خودکار مثلاً موشک‌های کوتاه برد حرارتی میثاق (در نقش هوا به هوا) می‌توان استفاده کرد، موشکی که جای آن در فهرست تسلیحات بالگردهای رزمی کشور به شدت خالی است.
تصاویر موجود که حرکت توپ ۲۰ میلی‌متری بالگرد در زوایای مختلف را نشان می‌دهد خود گواهی بر مسئله فوق است. باید توجه داشت که برای استفاده از سامانه هدف‌گیری بر روی کلاه خلبان توپ بالگرد باید توانایی چرخش بالایی در زوایای مختلف داشته باشد که در بالگرد کبرا/تیزتک/طوفان اینچنین است. نمایشگر چشمی نیز اطلاعات مهم پروازی را جلوی یکی از چشم‌های خلبان روی صفحه کوچکی که به کلاه پروازی متصل است نشان می‌دهد که نمونه‌های بومی این سامانه قبلاً به نمایش درآمده بود.
در اینجا اشاره به این نکته خالی از لطف نیست که بالگردهای تیزتک که به رده طوفان-۲ ارتقاء پیدا کرده‌اند در بحث بزرگتر شدن «آسمانه» یا همان پوشش بالای کابین نسبت به کبراهای موجود مزیت دارند. در صورتی که به نمونه‌های قبلی کبراهای موجود در کشور دقت کنیم درمی یابیم که در گونه مورد بحث از آسمانه‌هایی استفاده شده که زاویه دید بهتری را روبروی خلبان ایجاد می‌کند.
در صورت ترکیب این زاویه دید بازتر با سامانه‌های هدف‌گیری موجود بر روی کلاه خلبان می‌توان انتظار داشت که توان آفندی نسبت به قبل افزایش چشم‌گیری داشته باشد. خصوصاً برای خلبان اصلی که در صندلی عقب مستقر است دید روبروی نمایشگر سربالا بهبود و البته زاویه دید هر دو خلبان به عقب کمی کاهش یافته‌است.
البته گفته می‌شود آسمانه‌های مذکور دارای شیشه‌های ضد گلوله هستند و بالاتر بودن لبه شیشه‌های آن‌ها در پهلوهای بالگرد نیز برای حفاظت بهتر از خلبان است.

### دوربین جلونگر فروسرخ
از دیگر قابلیت‌های افزوده شده در رده طوفان-۲ دوربین جلونگر فروسرخ است که امکان پرواز رزمی در شب و آب و هوای نامطلوب را به خلبان می‌دهد. در واقع به کمک این سامانه امکان ردیابی اهداف در تمام شرایط جوی مقدور می‌شود، امکانی که اگر کبراهای کشورمان در جنگ تحمیلی به آن مجهز بودند، فعالیت تانک‌های دشمن بسیار محدود می‌شد.
همچنین آنتن‌های جدیدی در زیر بدنه بالگردهای رونمایی شده دیده می‌شود که احتمالاً مربوط به سامانه‌های مخابراتی نوین، تشخیص دوست از دشمن، ارتباطات امن و شاید مقابله با اقدامات الکترونیکی است.